# Добрилово (Переславский район)
Добрилово — село в Переславском районе Ярославской области при реке Трубеже.

## История
Село Добрилово принадлежало Борисоглебскому Надозёрному монастырю с 1562 года до секуляризации 1764 года.
В 1562 году здесь была деревянная церковь апостола Филиппа.

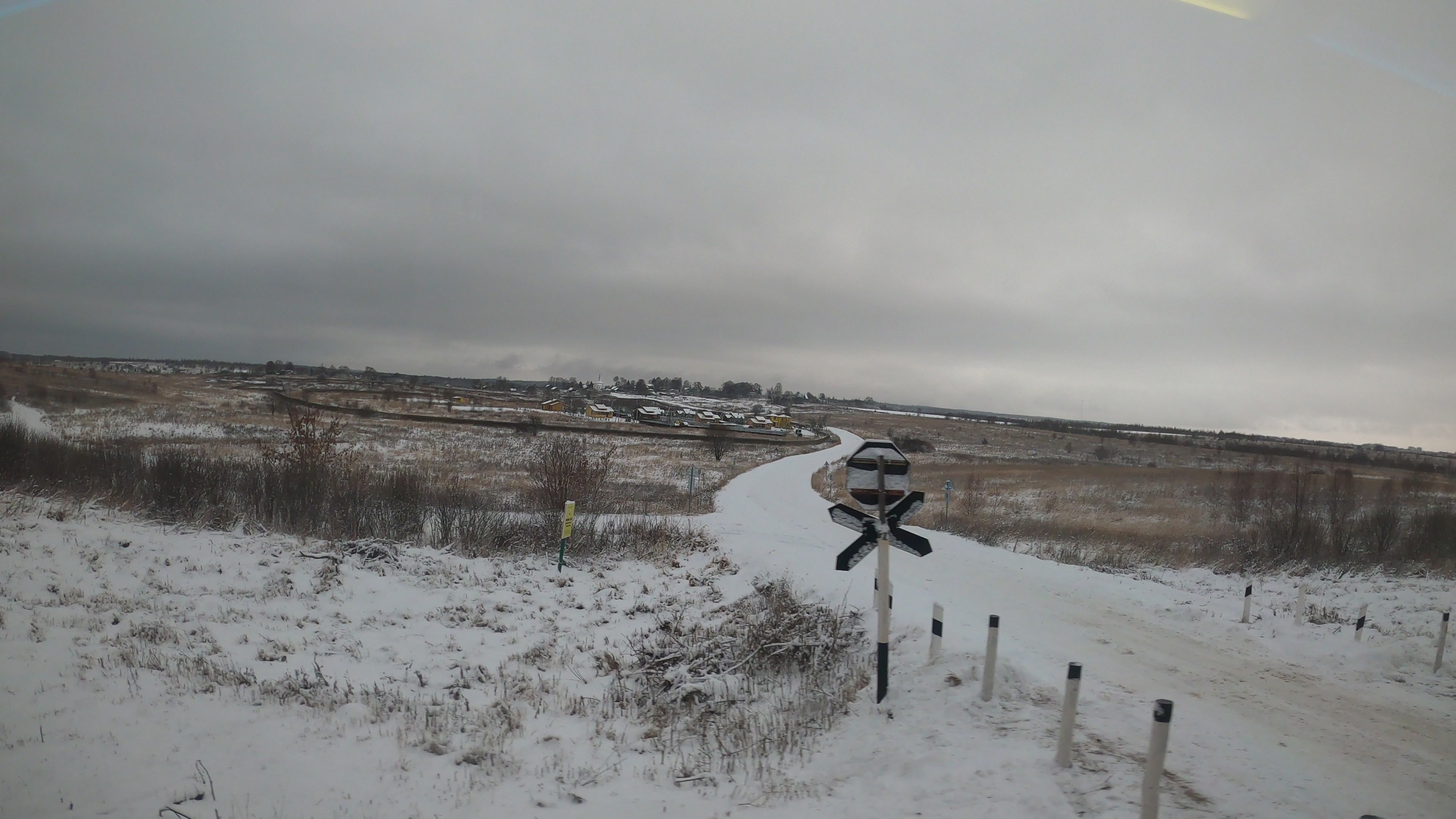
Вид с Переславской ветки (2021)

Около 1678 года здесь построена деревянная церковь в честь Богоявления. К 1760 году эта церковь обветшала и с благословения преосвященного Амвросия, епископа Переславского, построена новая церковь в честь того же праздника. В 1851 году вместо деревянной церкви устроен каменный храм с такою же колокольнею. Престолов в этом храме три: в холодном в честь Богоявления Господня, в приделах тёплых во имя архистратига Михаила и святого апостола Филиппа.

## Население
| 1859 | 1905 | 1926 | 2007 | 2010 |
| ---- | ---- | ---- | ---- | ---- |
| 223  | ↗280 | ↗378 | ↘14  | ↘10  |